# الدوري السوداني الممتاز 2001
الدوري السوداني الممتاز لكرة القدم 2001 هو موسم من الدوري السوداني الممتاز لكرة القدم. فاز فيه المريخ السوداني.